# Décès en avril 1951
Décès
- 1947
- 1948
- 1949
- 1950
- 1951
- 1952
- 1953
- 1954
- 1955

Pour une information complémentaire, voir la page d'aide.

| Date    | Nom            | Pays                   | Activités          | Âge | Source |
| ------- | -------------- | ---------------------- | ------------------ | --- | ------ |
| 4 avril | Georges Mathot | Drapeau de la Belgique | Footballeur belge. | 65  |        |